# Unione Sportiva Arezzo 1961-1962
Questa pagina raccoglie le informazioni riguardanti l'Unione Sportiva Arezzo nelle competizioni ufficiali della stagione 1961-1962.

## Rosa
| N. |                   | Ruolo | Calciatore           |
| -- | ----------------- | ----- | -------------------- |
|    | Italia (bandiera) | A     | Francesco Alessi     |
|    | Italia (bandiera) | D     | Giancarlo Ancillotti |
|    | Italia (bandiera) | D     | Olivo Bastoni        |
|    | Italia (bandiera) | D     | Walter Beretta       |
|    | Italia (bandiera) | C     | Fabio Bonini         |
|    | Italia (bandiera) | A     | Maurizio Cavazzoni   |
|    | Italia (bandiera) | C     | Arnaldo Lucentini    |
|    | Italia (bandiera) | C     | Romano Magherini     |
|    | Italia (bandiera) | C     | Antonio Mattioli     |

| N. |                   | Ruolo | Calciatore        |
| -- | ----------------- | ----- | ----------------- |
|    | Italia (bandiera) | A     | Innocente Meroi   |
|    | Italia (bandiera) | D     | Luigi Pantani     |
|    | Italia (bandiera) | C     | Francesco Polizzo |
|    | Italia (bandiera) | C     | Edilio Salvini    |
|    | Italia (bandiera) | C     | Raoul Tassinari   |
|    | Italia (bandiera) | D     | Alberto Tellini   |
|    | Italia (bandiera) | P     | Giuseppe Uanetto  |
|    | Italia (bandiera) | P     | Gino Zappetti     |